# Teresia Eurén
Clara Natalia Teresia Eurén, född Eneroth den 18 april 1869 i Göteborg, död den 24 mars 1952  i Uppsala, var en svensk författare, översättare och kritiker.
Eurén var lärare vid Uppsala högra elementarläroverk för flickor 1890–1896. Hon utgav flera diktsamlingar och romaner, men gjorde sig kanske mest känd som översättare av bland andra Sigrid Undset, Sinclair Lewis och Johann Wolfgang von Goethe.
Hon var yngre syster till skolledaren Carola Eneroth och äldre syster till textilpedagogen Andrea Eneroth.
Teresia Eurén är begravd på Uppsala gamla kyrkogård.

## Skrifter
- Uppåt (1911)
- Några dikter om Birgitta (1898-99) (Norblad, 1914)
- Höstsådd: dikter (Lindblad, 1921)
- Lucia: roman (Åhlén & Åkerlund, 1923)
- Brännoffer och andra berättelser (Lindblad, 1924)

## Översättningar (urval)
- Sully Prudhomme: Lyriska dikter (1901)
- Gottfried Keller: Gröne Henrik (Der grüne Heinrich) (Norstedt, 1917-1918)
- Sigrid Undset: Kristin Lavransdotter (Norstedt, 1921-1923)
- William Butler Yeats: Grevinnan Cathleen: legend i fem scener (Countess Cathleen) (Wahledow, 1923)
- Theodore Dreiser: Syster Carrie (Carrie) (Norstedt, 1928)
- Sarojini Naidu: Valda dikter (Bonnier, 1930)
- Carl Ludwig Schleich: Det var dock härligt att leva: en läkares minnen 1859-1919 (Besonnte Vergangenheit) (Lindblad, 1937)
- Thomas Mann: Tristan och andra noveller (Novellen) (Åhlén, 1937)
- Joseph Conrad: Stormen (The nigger of the Narcissus) (Åhlén, 1937)